# Emma Severini
Emma Severini, född den 18 juli 2003, är en italiensk fotbollsspelare.

## Karriär
Emma Severini inledde sin seniorkarriär i AS Roma år 2019. Hon värvades 2022 av ACF Fiorentina. Hon har även representerat det italienska damlandslaget där hon debuterade år 2023.